# Xavier Carter
Xavier Carter (Palm Bay, 8 december 1985) is een Amerikaanse sprinter, die uitkomt op de 100 m, 200 m en de 400 m. Hij studeerde aan de Staatsuniversiteit van Louisiana in Baton Rouge en blonk hier uit in atletiek en American football.

## Loopbaan

### Viermaal goud
Zijn doorbraak maakte Xavier Carter in 2006, toen hij vier gouden medailles veroverde op de NCAA-outdoorkampioenschappen in Sacramento. Hij won goud op de 100 m, 400 m, 4 x 100 m estafette en de 4 x 400 m estafette en was hiermee de eerste atleet sinds Jesse Owens in 1936, die dit lukte.

### Zesde snelste ooit
Op 11 juli 2006 liep Carter tijdens een atletiekmeeting in Lausanne op de 200 m een snelle 19,63 s. Op dat moment was hij de tweede snelste atleet aller tijden. Op dit moment (peildatum juli 2016) is zijn prestatie de zevende snelste tijd na Usain Bolt (19,19), Yohan Blake (19,26), Michael Johnson (19,32), Walter Dix (19,53), Justin Gatlin (19,57) en Tyson Gay (19,58). Totdat Bolt het wereldrecord verbrak, was zijn tijd geldig als wereldrecord voor neosenioren. Hij kreeg de bijnaam X-man door zijn eerste letter van zijn voornaam en omdat hij na een overwinning altijd zijn handen kruist.
In 2007 liep Xavier Carter bij de Amerikaanse kampioenschappen in Indianapolis een knieblessure op. Dit bleek in tweede instantie minder ernstig dan gedacht. Hij sloeg terug door dat seizoen in Zürich tweede te worden op de 200 m in 19,92. Ook op de Memorial Van Damme 2007 in Brussel werd hij tweede. Met een tijd van 20,04 finishte hij achter zijn landgenoot Wallace Spearmon (goud) en voor de Jamaicaan Usain Bolt (brons).

### American football
In het seizoen 2004 en 2005 speelde Carter American football voor de LSU Tigers als Wide Receiver. Zijn manager is Mark Block, de man van de Oekraïense atlete Zjanna Block.

## Titels
- NCAA-kampioen 100 m, 400 m, 4 x 100 m, 4 x 400 m - 2006
- NCAA-indoorkampioen 400 m - 2006

## Persoonlijke records
Outdoor
| Onderdeel | Prestatie | Datum        | Plaats     |
| --------- | --------- | ------------ | ---------- |
| 100 m     | 10,00 s   | 28 juni 2008 | Eugene     |
| 200 m     | 19,63 s   | 11 juli 2006 | Lausanne   |
| 300 m     | 31,93 s   | 7 juni 2009  | Eugene     |
| 400 m     | 44,53 s   | 10 juni 2006 | Sacramento |

Indoor
| Onderdeel | Prestatie | Datum            | Plaats       |
| --------- | --------- | ---------------- | ------------ |
| 60 m      | 6,74 s    | 26 februari 2005 | Fayetteville |
| 200 m     | 20,30 s   | 10 maart 2006    | Fayetteville |
| 400 m     | 45,28 s   | 11 maart 2006    | Fayetteville |

## Golden en Diamond League-podiumplekken
200 m
- 2006:  Weltklasse Zürich – 20,22 s
- 2006:  Memorial Van Damme – 19,97 s
- 2007:  Weltklasse Zürich – 19,92 s
- 2007:  Memorial Van Damme – 20,04 s
- 2010:  Athletissima – 20,15 s

400 m
- 2006:  Golden Gala – 44,76 s